# Kaliski Okręg Przemysłowy

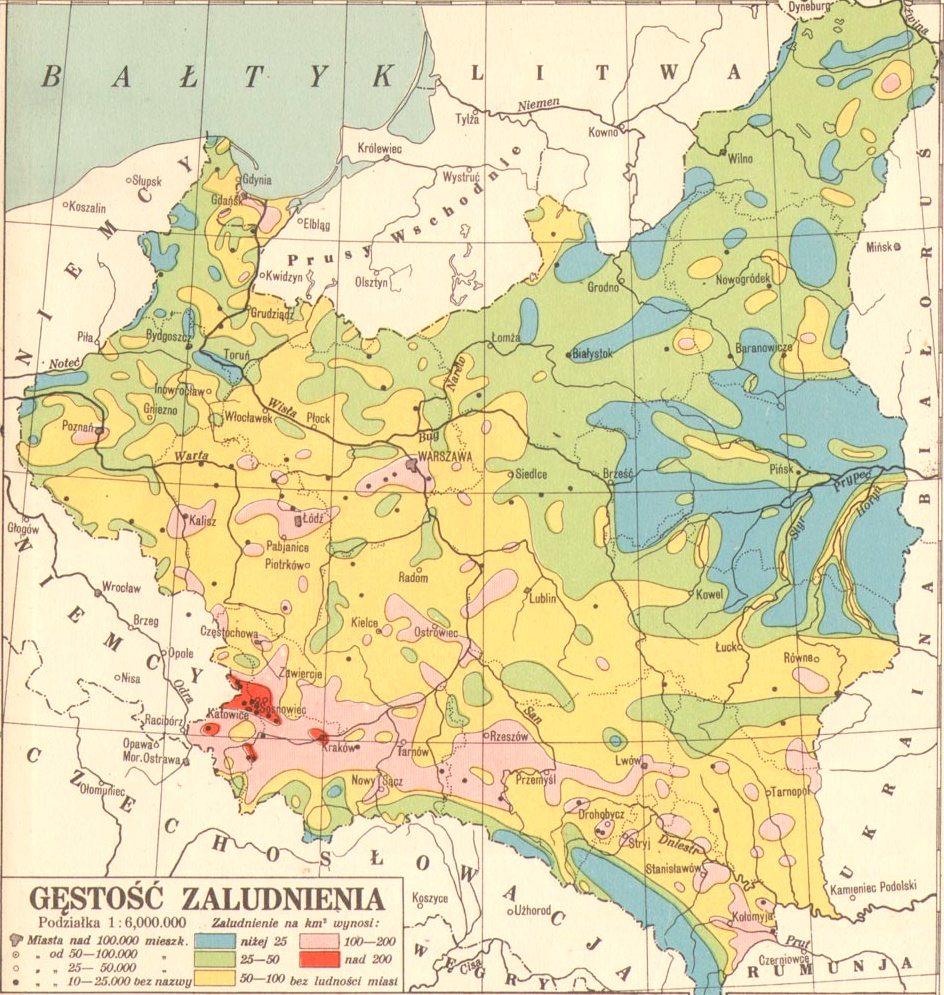
Polska, gęstość zaludnienia (1930)

Kaliski Okręg Przemysłowy (KOP), także Kalisko-Ostrowski Okręg Przemysłowy – okręg przemysłowy w środkowej Polsce, we wschodniej części województwa wielkopolskiego, rozwinął się w XX w. na obszarze kalisko-mazowieckiego okręgu przemysłowego; w 1999 w okręgu mieszkało 345,7 tys. osób, w przemyśle zatrudnionych było 47,1 tys. osób; głównym ośrodkiem przemysłowym okręgu jest Kalisz, w zespole miejskim którego leżą Nowe Skalmierzyce i Opatówek.

## Obszar
Okręg obejmuje ośrodki zlokalizowane w południowo-wschodniej części Wielkopolski:
- Kalisz
- Ostrów Wielkopolski

oraz szereg mniejszych:
- Nowe Skalmierzyce i Skalmierzyce
- Odolanów
- Opatówek
- Raszków
- Przygodzice
- Janków Przygodzki

Według części typologii do okręgu zalicza się także:
- Dobrzycę
- Krotoszyn
- Ostrzeszów
- Sulmierzyce
- Zduny

## Gałęzie przemysłu

### Przemysł przetwórczy
- elektromaszynowy (Kalisz, Ostrów Wielkopolski, Nowe Skalmierzyce, Krotoszyn, Ostrzeszów)
- spożywczy (we wszystkich ośrodkach)
- chemiczny (Kalisz, Ostrzeszów, Odolanów)
- włókienniczo-odzieżowy (Kalisz, Krotoszyn, Zduny)
- materiałów budowlanych (Ostrów Wielkopolski)

### Energetyka
Energia cieplna i energia elektryczna na obszarze okręgu produkowana jest w Elektrociepłowni Kalisz-Piwonice oraz w Ostrowie Wielkopolskim (EC Ostrów, EC Wagon). Na Wzgórzach Wysockich, na pograniczu Ostrowa i Wysocka Wielkiego, w Raszkowie i w Kaczorach znajdują się elektrownie wiatrowe.

### Przemysł wydobywczy
- gaz ziemny (Wysocko Małe, Garki, Tarchały Wielkie)
- surowce skalne (na niewielką skalę)